# Choqā Salmān-e Pā'īn
Choqā Salmān-e Pā'īn (persiska: Choqā Salmān-e Pā’īn) är en källa i Iran.   Den ligger i provinsen Lorestan, i den västra delen av landet, 400 km sydväst om huvudstaden Teheran. Choqā Salmān-e Pā'īn ligger 1 926 meter över havet.
Terrängen runt Choqā Salmān-e Pā'īn är kuperad åt sydväst, men åt nordost är den platt.Runt Choqā Salmān-e Pā'īn är det ganska tätbefolkat, med 56 invånare per kvadratkilometer. Närmaste större samhälle är Nūrābād, 5,7 km sydost om Choqā Salmān-e Pā'īn. Trakten runt Choqā Salmān-e Pā'īn består till största delen av jordbruksmark.